# Anthon Frederiksen
Anthon Thue Frederiksen (* 25. Juni 1953 in Illumiut) ist ein grönländischer Politiker und Polizist.

## Leben

### Frühes Leben
Anthon Frederiksen ist der Sohn des Fischers und Jägers Anthon Frederiksen († 1987) und dessen Frau Magdaline († 2011). Er selbst heiratete am 2. Juli 1978 Margrethe Fleischer (* 1956).
Er genoss von 1971 bis 1974 eine Büroausbildung in Ikast. Anschließend ließ er sich in Kopenhagen und Nuuk zum Polizisten ausbilden und arbeitete als solcher bei der Polizei in Ittoqqortoormiit, Upernavik, Qeqertarsuaq und Ilulissat. In seiner Jugend war er bis 1975 als Pfadfinder aktiv.

### Karriere in der Kattusseqatigiit Partiiat
1993 gründete Anthon Frederiksen wegen Parteiverdrossenheit für die Kommunalwahl in der Gemeinde Ilulissat ein Wählerbündnis, von dem aus er in den Gemeinderat einziehen konnte. Mit seinem Wählerbündnis, das den Namen Kattusseqatigiit („Vereinigung der Einigen“) bekam, kandidierte er auch bei der Parlamentswahl 1995, wobei es ihm gelang, als erstem parteilosen Politiker einen Sitz im Inatsisartut zu erlangen. Bei der Kommunalwahl 1997 wurde er wiedergewählt. Zudem trat er als Kandidat der Kattusseqatigiit bei der Folketingswahl 1998 an, wurde aber nicht gewählt. Bei der Parlamentswahl 1999 gewann sein Wählerbündnis vier Sitze. Nach der Kommunalwahl 2001 wurde er zum Bürgermeister der Gemeinde Ilulissat ernannt. Bei der 2002 verlor seine Partei stark und fiel auf einen Sitz zurück, den Anthon Frederiksen belegte. Bei der Kommunalwahl 2005 wurde er als Bürgermeister bestätigt. Zudem kandidierte er wieder erfolglos bei der Folketingswahl 2005.
Im selben Jahr wurde das Wählerbündnis in eine offizielle Partei umgewandelt und erhielt den Namen Kattusseqatigiit Partiiat. Bei der Parlamentswahl 2005 konnte er erneut den einzigen Sitz der Partei erlangen. Obwohl er bei der Kommunalwahl 2008 die mit Abstand meisten Stimmen aller Kandidaten in der neuen Qaasuitsup Kommunia erhielt, wurde seine Partei nur viertstärkste Kraft. Bei der Parlamentswahl 2009 verlor die Partei erneut leicht und wieder erhielt Anthon Frederiksen den einzigen Parlamentssitz. Die Kattusseqatigiit Partiiat wurde nach der Wahl Teil der Koalition, die aber auch ohne ihn eine Mehrheit gehabt hätte. Anthon Frederiksen wurde daraufhin zum Innenminister im Kabinett Kleist ernannt. Im März 2011 erhielt er zudem das Justizministerium. Bei der Wahl 2013 stürzte die Kattusseqatigiit Partiiat erneut ab und fiel auf 1,1 % der Stimmen, was zur Folge hatte, dass auch der letzte Parlamentssitz verloren ging. Auch bei der Kommunalwahl 2013 erhielt seine Partei in der Qaasuitsup Kommunia nur noch 3,2 % der Stimmen und schied aus dem Kommunalrat aus.

### Karriere in der Naleraq
Aufgrund der schlechten Wahlergebnisse löste er die Partei auf und trat in die neugegründete Partii Naleraq ein, für die er bei der Wahl 2014 antrat. Ihm gelang diesmal erneut der Einzug ins Inatsisartut. Bei der Kommunalwahl 2017 konnte er für die Partii Naleraq wieder in den Rat der neuen Avannaata Kommunia einziehen. Bei der Wahl 2018 erhielt er ebenso viele Stimmen wie Emanuel Nûko, sodass ausgelost werden musste, wer den ersten Nachrückerplatz der Partei erhält. Das Los ging zugunsten Emanuel Nûkos aus, allerdings wurde Anthon Frederiksen im Mai 2018 stattdessen zum Minister für Soziales, Familie und Justiz im Kabinett Kielsen III ernannt. Die Partii Naleraq verließ die Koalition noch im September desselben Jahres und er gab sein Ministeramt ab. Bei der Kommunalwahl 2021 wurde er erneut in den Rat der Avannaata Kommunia gewählt. Bei der Parlamentswahl am selben Tag erhielt er nur den vierten Nachrückerplatz seiner Partei. Bei der Parlamentswahl 2025 kam er nur auf den siebten Nachrückerplatz. Auch bei der Kommunalwahl 2025 konnte er nur den zweiten Nachrückerplatz erreichen.